# 1162

## Догађаји
- 6. март – Немачке снаге предвођене Фридрихом Барбаросом, царем Светог римског царства, заузимају Милано; већи део града је уништен три недеље касније по царевом наређењу. Утврђења су срушена, а цркве уништене. Становништво је расејано, а комуна укинута. Судбина Милана доводи до покорности Бреше, Пјаченце и многих других северноиталијанских градова.
- 7. јул – Норвешке снаге које подржавају 6-годишњег Магнуса V (Ерлингсона) побеђују 15-годишњег краља Хокона II (Сигурдсона), који је убијен у бици код Ромсдала након 5-годишње владавине.
- 15. јул – Ладислав II Угарски проглашен је краљем Угарске и Славоније. Крунише га надбискуп Мико и додељује трећину краљевства свом брату, Стефану IV.
- 3. јун – Краљ Хенри II бира свог канцелара Томаса Бекета да наследи покојног Теобалда од Бека као надбискуп Кентерберијски. Прихвата палијум који му је послао папа Александар III.
- Алмохадски емир, Абд ел-Мумин, припрема гигантску флоту од око четири стотине бродова за инвазију на Ал-Андалуз (данашња Шпанија). Умире следеће године, пре него што је флота комплетирана.
- 24. јул – Цар Гаозонг из династије Сунг поново се уплиће у рат док се непријатељства настављају са династијом Ђин (или „Велики Ђин“) коју предводе Џурчени након 21 године мира. Потписан је још један мировни споразум, Гао абдицира са престола у корист свог усвојеног сина Сјаозонга. Мање царство Јужног Сунга постаје богатије од династије Сунг.

## Смрти
- Геза II

- Одо из Деја

- Рамон Беренгер IV, гроф Барселоне